# Металлург (стадион, Череповец)
«Металлург» — крупнейший стадион в Череповце. Вместимость — 12 000 зрителей.
Спортивный комплекс «Металлург» приспособлен для занятий и игр по футболу, мини-футболу, волейболу, баскетболу, теннису, конькобежному спорту, легкой атлетике и т. д.

## История
На месте современного комплекса в довоенные годы находился стадион «Динамо». В годы войны спортивный объект пришёл в упадок — на его территории располагалась воинская часть, а все деревянные конструкции были пущены на дрова.
на 13 августа 1959 года после двухмесячных работ был открыт новый стадион — «Металлург».
В 1998 году была проведена реконструкция.